# 橘ますみ (女優)
橘 ますみ（たちばな ますみ、1945年11月5日 - ）は、日本の女優。本名同じ。大阪府大阪市出身。身長160cm。B87？cm、W60cm、H88cm（1968年6月）。特技・方位。

## 経歴
『日本映画俳優全集・女優編』や『週刊明星』など、文献の多くで大阪市生まれと記載されているが、『映画情報』1969年9月号では「終戦直後の東京で生まれた」と記述され、芸能界を引退して間もない自宅マンションで取材を受けた『週刊平凡』1971年10月4日号のインタビュー記事では静岡県生まれとし、『スポーツニッポン』1969年5月19日に掲載された京都府清滝川渓谷での水着取材では「静岡の浜辺で育ち、夏は毎日海で暮らした」と橘は話している。
6人姉妹の6女。1964年、四天王寺学園高校を卒業。同年CMガールのオーディションに受験したことがきっかけで芸能界入り。母親は猛反対した。1966年、東映入社。翌1967年、『博奕打ち』の脇役で映画デビュー。1968年4月6日から放送されたテレビドラマ『大奥』（フジテレビ/関西テレビ）は、新人・橘を売り出す意図もあり、第1話から第4話までのヒロイン・お楽の方を演じて20歳から32歳までを演じ分け、お茶の間の人気をさらった。倉田準二監督から内面の演技を要求され、芝居の難しさを知り、「色気がない。恋愛しろといわれ閉口した」と話している。
1968年、石井輝男監督の「異常性愛路線」第2弾『温泉あんま芸者』がキャスティングに難航したため、主役に抜擢される。本作は唯一、バージンを守り通す役のため脱がなかったが、同じ石井監督の1969年の『残酷・異常・虐待物語 元禄女系図』で初めてヌードになった。以降、石井作品の常連女優の一人となって脱ぎまくり、スターダムにのし上がる。1969年の東映カレンダーの表紙も飾り、同年、日本映画製作者協会新人賞（現・エランドール賞新人賞）受賞。スポーツニッポン』1969年5月19日には「東映性愛路線をひとり占めにしている」と記載される。『週刊明星』1969年12月28日号に「一連の東映㊙物にはほとんど出演しているいわば㊙女優」と記載される。出演した計43作品のうち、約3分の1でヌードになった。橘自身も「大きなバストが自慢」と話していた。また、男性週刊誌などのグラビアで均整のとれた肢体を惜しげもなくさらして男性を悩殺し、圧倒的な人気を得た。　
1970年12月、持病の気管支炎を悪化させ、女優生活にも嫌気がさしてきた時期でもあり、中途半端に続けるよりはいいと東映に辞表を提出したが、お色気路線のエース格を東映も手放せず、休暇をもらい3か月後の1971年3月に『ずべ公番長 ざんげの値打ちもない』で仕事に復帰した。同年6月の東映との契約切れで再度辞表を、今度は大川博社長に提出したが、「気分転換に台湾でも行って遊んでおいで」となだめられ、台湾旅行に行った。ところが、父のいない橘にとって父親代わりの存在だった大川が、同年8月17日に急逝した。ショックが大きく女優廃業を決意し、1971年9月22日に辞表が正式に受理され、25歳で芸能界を引退した。女優引退を決意した理由を「この4年間、身分不相応にチヤホヤされたり、外面だけいい女の子になって、性格が歪んでいく自分が怖くなったの。それに女優同士の変なライバル意識みたいなものの中で生きているのがとても耐えられなくなった」と話した。女優業に終始猛反対した母親は『温泉あんま芸者』撮影中の粟津温泉に「みっともない！ギャラぶんのお金はお母さんが払うからすぐ帰ってらっしゃい」と電話してくるほどで、娘の芸能界引退を大喜びしたという。「普通の女の子の生活がしたい」とその後、東京のデザイン会社で月給4万円のOLになった。
映画デビューの前には、トニー谷司会の番組『アベック歌合戦』（読売テレビ）でアシスタントを務めていた。
2012年3月から5月に東京ラピュタ阿佐ヶ谷にて「東映異常性愛路線のミューズ 橘ますみ伝説」というタイトルで橘の特集上映が組まれた。

## 出演作品

### 映画
- 博奕打ち（1967年、東映京都） - 小花
- 兄弟仁義 続・関東三兄弟（1967年、東映京都） - おなつ
- 男涙の破門状（1967年、東映京都） - おふみ
- 博奕打ち 不死身の勝負（1967年、東映京都） - 荒尾アヤ
- 浪花侠客伝 度胸七人斬り（1967年、東映京都） - 泊玲子（カルメン小紫）
- ギャングの帝王（1967年、東映東京） - 矢頭志津
- 男の勝負 関東嵐（1967年、東映京都） - 夏子
- 任侠 魚河岸の石松（1967年、東映京都） - 国枝陽子
- 人間魚雷 あゝ回天特別攻撃隊（1968年、東映京都）- 潮田道子
- 男の勝負 白虎の鉄（1968年、東映京都） - 小洗咲
- 温泉あんま芸者（1968年、東映京都） - 千代
- 怪猫呪いの沼（1968年、東映京都） - おりんの方
- 侠客列伝（1968年、東映京都） - 小春
- 極悪坊主（1968年、東映京都） - 小菊
- 喜劇 競馬必勝法 一発勝負（1968年、東映東京） - 古田マリ
- 徳川女刑罰史（1968年、東映京都） - みつ
- 喜劇 "夫"売ります!!（1968年、東映東京） - 二条きく子
- 極悪坊主 人斬り数え唄（1968年、東映京都） - 英照尼
- 博徒列伝（1968年、東映京都） - おくみ
- 残酷・異常・虐待物語 元禄女系図（1969年、東映京都） - おいと
- 待っていた極道（1969年、東映京都） - 知子
- 不良番長 猪の鹿お蝶（1969年、東映東京）- きくえ
- 現代やくざ 与太者の掟（1969年、東映東京） - 江夏加奈子
- 異常性愛記録 ハレンチ（1969年、東映京都） - 典子
- 妾二十一人 ど助平一代（1969年、東映東京） - 真中すず
- (秘)女子大生 妊娠中絶（1969年、東映東京） - たま江
- 徳川いれずみ師 責め地獄（1969年、東映京都） - お鈴
- おんな刺客卍（1969年、東映京都） - 織江
- やくざ刑罰史 私刑（1969年、東映京都） - さよ
- 温泉ポン引女中（1969年、東映京都） - 川崎美智子
- 夜の歌謡シリーズ 悪党ブルース（1969年、東映東京） - 吉川サナエ
- 女親分 喧嘩渡世（1969年、東映京都） - ミサ
- 日本暗殺秘録（1969年、東映京都） - 友子
- 夜の歌謡シリーズ おんな（1969年、東映東京） - 佐藤雅美
- 日本女侠伝 真っ赤な度胸花（1970年、東映京都） - お梅
- 花札賭博 猪の鹿三番勝負（1970年、東映東京） - 白石イマ子
- 戦後秘話 宝石略奪（1970年、東映東京） - 絹子、静子（二役）
- (秘)セックス恐怖症（1970年、東映東京） - アキオ
- ずべ公番長シリーズ
  - ずべ公番長 夢は夜ひらく（1970年、東映東京） - 八尾長子
  - ずべ公番長 東京流れ者（1970年、東映東京） - 八尾長子
  - ずべ公番長 ざんげの値打もない（1971年、東映東京） - 長子
- 最後の特攻隊（1970年、東映東京） - 女郎
- シルクハットの大親分 ちょび髭の熊（1970年、東映京都） - 小栗梓
- 尼寺博徒（1971年、東映東京） - 浄順尼

### テレビドラマ
- 銭形平次 （フジテレビ）
  - 第15話「死人の殺人」（1966年） －お雪
  - 第50話「血ぬられた庖丁」（1967年） － お妙
  - 第64話「花婿の死」（1967年） － お美代
  - 第85話「小判と簪」（1967年） － お玉
  - 第117話「妻恋い笛」（1968年） － 芙美
- 素浪人 月影兵庫（NETテレビ〔現・テレビ朝日〕）
  - 第2シリーズ第23話「武士の涙は苦かった」（1967年）
  - 第2シリーズ第43話「空前絶後の敵だった」（1967年）
- 俺は用心棒（NETテレビ〔現・テレビ朝日〕）
  - 第1話「天を斬る」（1967年） － みほ
  - 第3話「昏い渦巻」（1967年） － 待合料亭の女将
  - 第14話「光った庖丁」（1967年） － 芳枝
- 大奥（関西テレビ） － お楽の方
  - 第1話「家光の見染めた娘」（1968年）
  - 第2話「女の嫉妬は怖い」（1968年）
  - 第3話「命を縮める呪いの人形」（1968年）
  - 第4話「わが子と呼べたお楽の方」（1968年）
- あゝ忠臣蔵（関西テレビ）
  - 第33話「内蔵助危機一髪」（1969年） － 小山屋仲居おきよ
- テキは幾万ありとても（1970年、毎日放送）
- 江戸川乱歩シリーズ 明智小五郎（1970年、東京12ch〔現：テレビ東京〕） － 波越亜沙子
- プレイガール（東京12ch〔現：テレビ東京〕）
  - 第85話「目撃者！死んで貰います」（1970年）- 多喜子
  - 第92話「女は裸でグァム島航路」（1971年）
  - 第100話「夢のグァム島殺人事件」（1971年） － 律子
  - 第105話「江戸っ子鉄火仁義」（1971年）
  - 第127話「男殺し、湖畔の牝猫」（1971年）
- キイハンター 第178話「南の国へ　ヌードで新婚珍道中」（TBS、1971年） － 蜜子